# ドゥームズデイ (映画)
『ドゥームズデイ』（原題：Doomsday）は、2008年のアメリカ合衆国とイギリスの合作によるSFアクション映画。

## ストーリー
2008年のスコットランドで未知の殺人ウイルスが流行し、イギリス政府はスコットランドを城壁で封鎖することを決定した。27年後、同じウイルスが今度はロンドンで流行し始める。そんな中、封鎖したスコットランドに生存者がいることがわかり、女兵士のエデン・シンクレアらによる調査チームを内部へ派遣した。しかし隔離されたスコットランドは文明が崩壊し、住民も暴徒と化していた。

## キャスト
| 役名                   | 俳優                       | 日本語吹替 | 日本語吹替 |
| 役名                   | 俳優                       | ソフト版   | Netflix版  |
| ---------------------- | -------------------------- | ---------- | ---------- |
| エデン・シンクレア     | ローナ・ミトラ             | 湯屋敦子   | 佐古真弓   |
| ビル・ネルソン         | ボブ・ホスキンス           | 大塚周夫   | 星野充昭   |
| ノートン軍曹           | エイドリアン・レスター     | 松田健一郎 |            |
| ジョン・ハッチャー首相 | アレクサンダー・シディグ   | 森田順平   | 木下浩之   |
| マイケル・カナリス     | デヴィッド・オハラ         | 谷昌樹     | 乃村健次   |
| マーカス・ケイン博士   | マルコム・マクダウェル     | 樋浦勉     | 辻親八     |
| ソル                   | クレイグ・コンウェイ       |            | 佐藤せつじ |
| カリー                 | マイアンナ・バリング       |            |            |
| ベン・スターリング博士 | ダーレン・モーフィット     |            | 大西弘祐   |
| リード伍長             | ノラ＝ジェーン・ヌーン     |            | 宮本茉奈   |
| チャンドラー           | リック・ウォーデン         |            |            |
| カーペンター           | レスリー・シンプソン       |            |            |
| ミラー                 | クリス・ロブソン           |            |            |
| タルボット博士         | ショーン・パートウィー     |            |            |
| ジョシュア             | マーティン・コムストン     |            |            |
| キャサリン・シンクレア | エマ・クレズビー           |            | 宮園美海   |
| ヴァイパー             | リー＝アン・リーベンバーグ |            |            |

## スタッフ
- 監督、脚本：ニール・マーシャル
- 製作：スティーヴン・ポール、ベネディクト・カーヴァー
- 製作総指揮：ピーター・マカリーズ、トレヴァー・メイシー、マーク・D・エヴァンズ、ジェフ・アッバリー、ジュリア・ブラックマン
- 撮影：サム・マッカーディ
- 視覚効果スーパーバイザー：ハル・カウゼンズ
- プロダクションデザイン：サイモン・ボウルズ
- 衣装デザイン：ジョン・ノースター
- 編集：アンドリュー・マックリッチー
- 音楽：タイラー・ベイツ
- 日本語字幕：川又勝利